# نفق إبراهيم باشا
نفق إبراهيم باشا نفق حربي مازال قائمًا، بُني إبان حصار الحملة المصرية العُثمانية بقيادة إبراهيم محمد علي باشا لمدينة الرس عام 1232 هـ الموافق 1817.

## الحملة العثمانية على الرس
بُني السور الأول لمدينة الرس في منتصف القرن الثاني عشر الهجري خلال إمارة عبد الله بن شارخ الدهلاوي، فيما بني الثاني في 1320 هـ خلال إمارة صالح بن عبد العزيز الرشيد، وكانت حملات محمد علي باشا ضد الدولة السعودية الأولى هي السبب الدافع لأهالي الرس على إثبات الولاء، فأعدوا العدة لبناء السور الثالث للبلدة بطول 340 متر من الشرق للغرب و370 متر من الجنوب للشمال.
وصل إبراهيم باشا إلى أسوار الرس في 25 شعبان 1232 هـ الموافق 9 يونيو 1817، فاستعد أهل الرس للمقاومة بقيادة الأمير منصور العساف وبدعم من الحامية التي أرسلها الإمام عبد الله بن سعود بقيادة محمد بن خضير العريني امير البكيريه. أُصيب على إثرها العساف فتولى الشيخ قرناس قيادة المقاومة في وقت استمرت مدافع الباشا توجه ضرباتها للبلدة، وكانت المقاومة في الرس تقوم بتتبّع تحركات إبراهيم باشا وتكتشف خططه فتقوم بإفشالها وهذا ما أشار إليه ابن بشر بقوله: «فكلما هدمت القبوس قذائف المدافع السور بالنهار بنوه في الليل، وكلما حفر الروم حفرا للبارود حفر أهل الرس تجاهه حتى يبطلوه».
قام جنود إبراهيم باشا بحفر خندقين أحدهما جنوب البلدة والآخر شرقها، وحشوا الخندقين بالبارود، يتسع النفق لسير الجندي وهو مطأطئ الرأس ويمتد من الحد الخارجي للسور الجنوبي حتى وسط البلدة، وتشير بعض الروايات إلى أن امرأة كبيرة السن سمعت ذات ليلة صوت الجنود وهم يحفرون أسفل منزلها فأبلغت الشيخ قرناس بذلك فبادر بالعمل على التصدي له بإحداث فتحة صغيرة تجاه مصدر الحفر حتى اخترق الخندق، وهذا ما عناه ابن بشر بقوله: «وكلما حفر الروم حفرا للبارود حفر أهل الرس تجاهه حتى يبطلوه»، ثم قام بربط قبس من النار في ذيل قطة فأطلقها مسرعة تجاه النفق لتخترق موقع الأسلحة وحين لامست النار البارود والذخيرة أحدثت انفجارا هائلا، أودى بحياة عدد كبير من جنود الباشا، كما أحرقت خيام معسكره.
ومع تزايد صمود الرس اضطر الباشا لطلب المزيد من الإمدادات، ومع مضي الوقت ازداد موقفه سوءا فحاول المراوغة بعرض الصلح مع أهالي الرس شريطة أن يضعوا أسلحتهم ويقدموا لجيشه مؤونة ستة أشهر ورهينتين، ضمانًا لعدم انقلابهم عليه بعد رحيله لكنهم سخروا من ذلك العرض وواصلوا الصمود. إزاء تلك المقاومة لم يجد الباشا بدا من اللجوء للصلح مع الأهالي الذين أخذوا إذن الإمام عبدالله بن سعود، والذي قرر العودة للدفاع عن الدرعية ملتمسا لهم العذر في ذلك بعد أن طال الحصار، ونفدت المؤن والذخائر، وعلى إثر ذلك تمت المفاوضات صباح يوم الجمعة 12 من ذي الحجة 1232هـ - 22 أكتوبر 1817م بلقاء جمع أعيان الرس بقيادة الشيخ قرناس بإبراهيم باشا الذي سمح له بدخول البلدة بحرسه دون جنده.

## استعمالات النفق

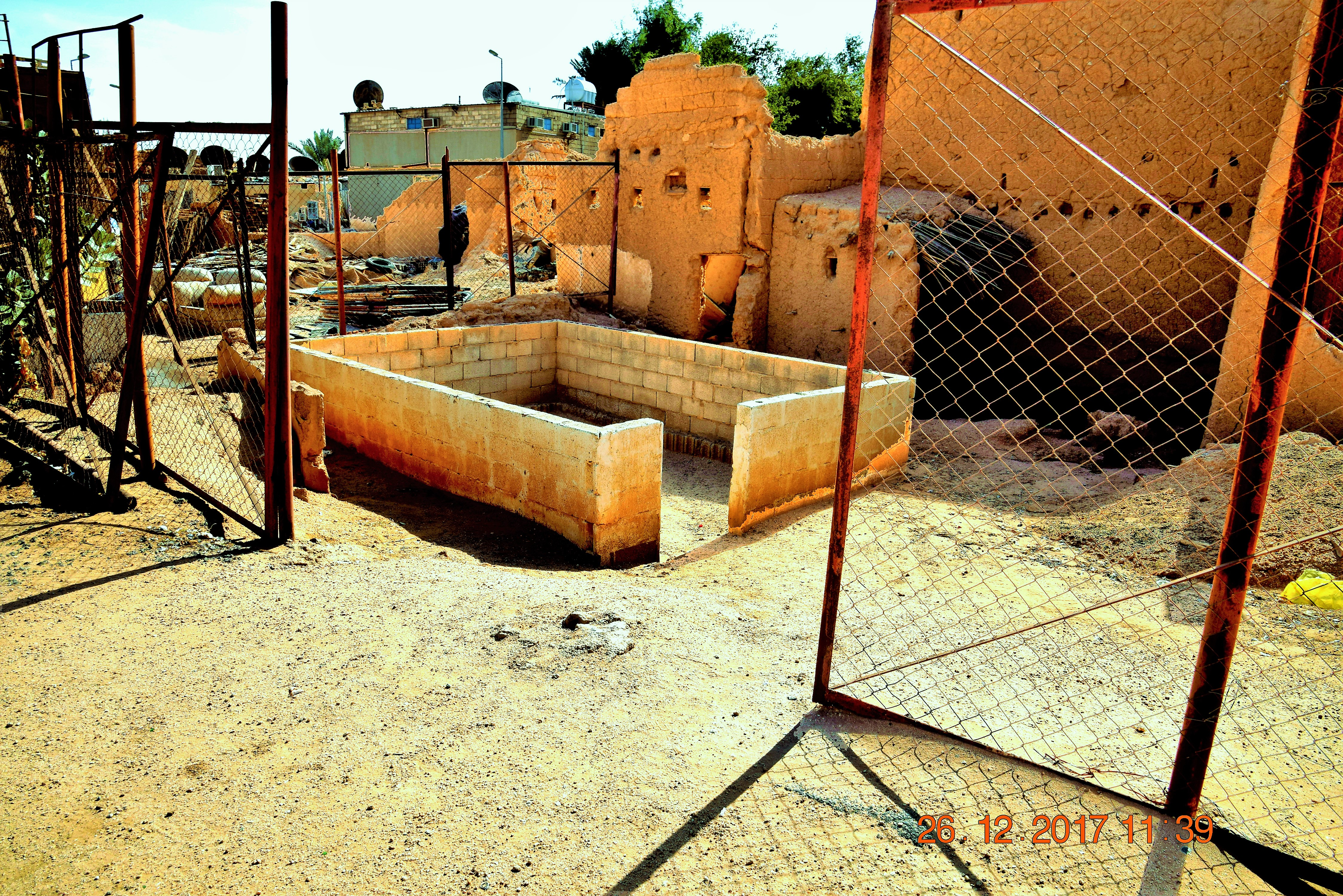

يُعتبر نفق إبراهيم باشا من أهم الشواهد الباقية من قصة الصمود لأهالي الرس، وقد اختلف المؤرخون في استخداماته وحجمه فلا توجد معلومة موثقة حول الحجم والأبعاد، وبحسب ما ورد في القصص المتواترة عن طريق الأهالي وبعض المهتمين على أنه كان إحدى الخطط الاستراتيجية التي لجأ إليها إبراهيم باشا لدخول الرس بعد أن طال حصاره لها. يرتبط النفق بموقع ملح الجريف لكونه الموقع الذي يتم فيه تصنيع ملح البارود الذي كان يستخدم ذلك الوقت كذخيرة للبنادق والمدافع، وقد عرف ملح الجريف بأنه ذو جودة عالية ذاك الوقت وقد ورد ذكره في العديد من القصائد النبطية القديمة.

## وصلات خارجية
- فيديو تعريفي بنفق إبراهيم باشا